# Nueva Granada (Colombia)
Nueva Granada è un comune della Colombia facente parte del dipartimento di Magdalena.
Il centro abitato venne fondato da Fernando Liñan Aroca nel 1885.